# Sphinx (moteur de recherche)
Pour les articles homonymes, voir Sphinx.
Sphinx est un logiciel libre sous licence GPLv2 permettant d'indexer différents types de données : fichiers xml, fichiers texte, bases de données. Il supporte actuellement MySQL, PostgreSQL, Oracle et d'autres SGBD grâce à ODBC. 
Plusieurs sites utilisent actuellement Sphinx : Craigslist, Netlog, Melty. Le site d'échange de fichiers torrents The Pirate Bay utilisait aussi SphinxSearch.